# Liuyang
Liuyang (浏阳 ; pinyin : Liúyáng) est une ville de la province du Hunan en Chine, bien connue pour son industrie du feu d'artifice.
C'est une ville-district placée sous la juridiction de la ville-préfecture de Changsha.

## Démographie
La population du district était de 1 278 928 habitants en 2010